# ТЕЦ Абкайк
25°56′7″ пн. ш. 49°41′19″ сх. д. / 25.93528° пн. ш. 49.68861° сх. д.
ТЕЦ Абкайк — теплова електростанція на сході Саудівської Аравії, яка обслуговує комплекс підготовки нафти та газу в Абкайку.
В 2017-му в межах проекту ввели в дію дві газові турбіни потужністю по 180 МВт.
Відпрацьовані турбінами гази живлять два котли-утилізатори, які здатні продукувати по 302 тони технологічної пари на годину.
Як паливо станція використовує природний газ.
Проект реалізували через Power Cogeneration Plant Company (PCPC), засновниками якої виступили власник НПЗ Saudi Aramco (50 %), японські Marubeni та JGC Holdings (25 % та 15 % відповідно), а також Aljomaih Holding (10 %).